# Joseph Magiera
Joseph Magiera, né le 6 mars 1939 à Blénod-lès-Pont-à-Mousson (Meurthe-et-Moselle) et mort le 24 octobre 2024 à Pont-à-Mousson,, est un joueur de football et entraîneur français.

## Biographie
Après s'être révélé au FC Nancy, Joseph Magiera, joueur d'une présence physique impressionnante (1,83 m pour 80 kg), est le gardien de but de l'US Valenciennes Anzin dans les années soixante.
Puis il revient à Nancy où il participe à la relance d'un grand club professionnel, l'Association Sportive Nancy-Lorraine.
Il dispute au total 348 matches en Division 1.

## Carrière de joueur
- CS Blénod
- avant 1962 :  FC Nancy
- 1962-1970 :  US Valenciennes-Anzin
- 1970-1972 :  AS Nancy-Lorraine
- 1972-1977 :  CS Blénod (entraîneur-joueur)
- FC Pont-à-Mousson[3]

## Palmarès
- International amateur en 1961-1962 et militaire